# ديروط أم نخلة
قرية ديروط أم نخلة هي إحدى القرى التابعة لمركز ملوى بمحافظة المنيا في جمهورية مصر العربية. حسب إحصاءات سنة 2006، بلغ إجمالي السكان في ديروط أم نخلة 13466 نسمة، منهم 6837 رجلا و6629 امرأة.